# Galentzmuseet

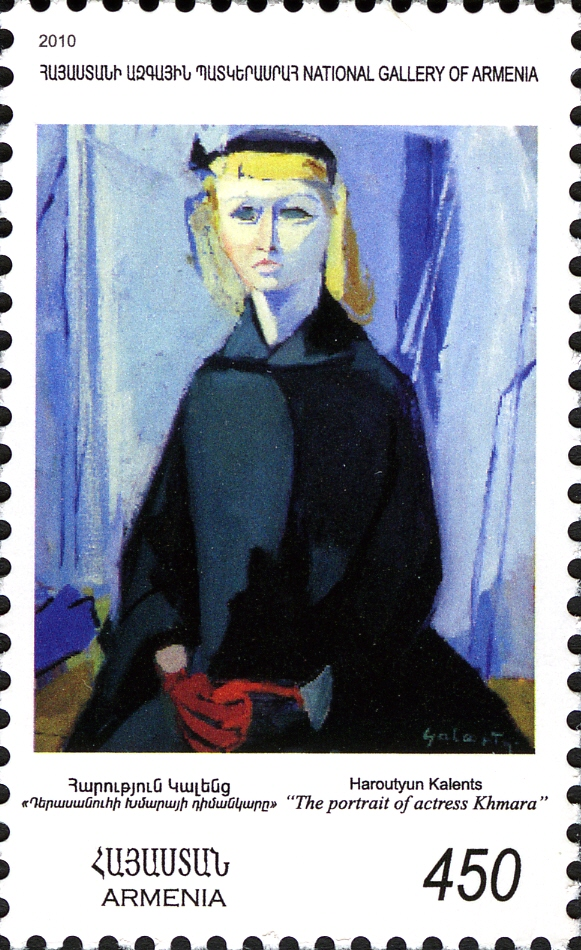
Harutiun Galentz porträtt av skådespelerskan Valentina Khmara (1933–1984), på frimärke från 2010.

Galentzmuseet (Kalentsmuseet, armeniska: Հայաստան, Երևան) är ett personmuseum i distriktet Kentron i Jerevan i Armenien, som är tillägnat målarna Harutiun (1910–1967) och Armine Galentz (1920–2007).
Museet är inrymt i paret Armine och Harutiun Galentz hus vid Kalentsgatan i Jerevan, dit de flyttade från Libanon 1946. Museet invigdes 2010, efter att ha restaurerats och byggts på. Det visar 200 målningar och arkivmaterial.